# 疑
仏教用語の 疑 （ぎ）とは、パーリ語vicikicchāに由来し、「疑念」や「躊躇」といった意味を持つ。四諦の教えに対しての躊躇と定義され、健康な生き方への取り組みの妨げとして機能する 。
疑は、以下として示されている。
- 禅定の妨げとなる五蓋のひとつ[3]
- 大乗仏教における煩悩心所のひとつ
- 上座部仏教における不善心所のひとつ
- パーリ経典における十結のひとつ[4]
- 説一切有部の五位七十五法のうち、（心所法－）不定法のひとつ[5]。

仏教の示す真理に対して思い定むることなく、まず疑ってかかる心である。このような心をもつ限り、いかなる教えも自心は受け付けることはない。